# L'Estimat (Rossetti)
L'Estimat (The Beloved, original en anglès; també conegut com La Núvia) és una pintura a l'oli sobre tela de l'artista anglès prerafaelita Dante Gabriel Rossetti, pintat el 1865 i que actualment està a la Tate Britain.

## Història
La pintura il·lustra el Càntic dels Càntics de Solomon. Al marc daurat hi ha inscrits dos passatges del Càntic dels Càntics:
 El meu estimat és meu i jo sóc seva ［Càntic 2:16］
i
Que em besi amb petons de la seva boca!
Les teves carícies són més dolces que el vi.［Càntic 1:2］
La núvia, atrapada en l'acció de moure cap enrere el vel, és atesa per quatre dames d'honor virginals i una patge africana. Tot en un sorprenent contrast amb els cabells vermells i la pell pàl·lida de la núvia: no només amb la pell i trets africans de la noia en primer pla, sinó també amb els diferents tons de cabell morens i tons de pell caucàsica més fosques de les quatre dames d'honor. S'ha suggerit que aquest contrast de colors, acuradament pintats com a marc a les característiques de la núvia, va ser influenciat per una pintura polèmica per Édouard Manet, titulat Olympia (exposada el 1865). Rossetti va fer una visita a Manet mentre treballa en L'Estimat, una pintura que també deu molt a les obres de Ticià.
Curiosament, Rossetti arregla la núvia amb un mocador que és clarament reconeixible com peruà, i a mbun vestit japonès. Un cop més, aquesta abundància de teles exòtiques emmarca el rostre de la núvia, dominant en el centre del llenç, amb les seves característiques d'Europa occidental. Rossetti va acabar ostensiblement aquest oli en 1866, però va continuar fent canvis en ell durant tota la seva vida.